# 1512

## أحداث
- نهاية الحرب الدنماركية السويدية في 1512 والتي بدأت في 1501.
- 1 نوفمبر - جدارية سقف كنيسة سيستينا، التي رسمها ميكل أنجيلو، تعرض أمام الملأ.

## مواليد
- جيمس الخامس ملك اسكتلندا
- هنريك ملك البرتغال

## وفيات
- أميريغو فسبوتشي
- بايزيد الثاني